# Biston terraruis
Biston terraruis là một loài bướm đêm trong họ Geometridae.